# Phái Tiêu Dao
Phái Tiêu Dao (giản thể: 逍遙, phồn thể: 逍遥, bính âm: Xiao Yao, âm Hán-Việt khác là Tiêu Diêu) là một trong những môn phái trong tiểu thuyết Thiên Long Bát Bộ của nhà văn Kim Dung. Tiêu Dao lấy từ thành ngữ Tiêu dao tự tại (逍遥自在), có nghĩa là tự do tự tại, thong thả đây đó. Cái tên Tiêu Dao vừa mang quan điểm nhàn nhã vô vi của triết học Trang Tử, vừa bao hàm tư tưởng giải thoát của Phật giáo. Trên thực tế, các thành viên của phái Tiêu Dao thường yêu thích cuộc sống phiêu du, không ràng buộc, không gò bó, bay bổng như những lãng khách. Do sự phân tán của các đệ tử, phái Tiêu Dao không có tổng đà ở một vị trí địa lý cụ thể nào. Một số môn tuyệt học của phái, trong đó có Bắc Minh Thần Công và Lăng Ba Vi Bộ, được cất giấu trong Vô Lượng Ngọc Bích - một hang động gần núi Vô Lượng thuộc vùng tây nam Trung Quốc, tiếp giáp biên giới của nước Đại Lý vào khoảng thế kỉ thứ XII, ngày nay thuộc tỉnh Vân Nam, Trung Quốc.
Người sáng lập phái Tiêu Dao là Tiêu Dao Tử, sau truyền tới Vô Nhai Tử và tiếp đến là Hư Trúc Tử. Môn phái này không xuất hiện thêm nữa trong các tiểu thuyết khác của Kim Dung. Bảo vật trấn phái của chưởng môn Tiêu Dao là một chiếc nhẫn bằng bảo thạch.

## Vai trò
Phái Tiêu Dao được sáng lập bởi một cao nhân mai danh ẩn tích, được hậu thế nhắc đến với cái tên Tiêu Dao Tử. Ông tự mình sáng tạo ra tuyệt học riêng và truyền lại cho ba người đệ tử. Theo thứ tự nhập môn, họ bao gồm Thiên Sơn Đồng Lão, Vô Nhai Tử và Lý Thu Thủy.
Trong tiểu thuyết "Thiên Long Bát Bộ", Tiêu Dao là một trong những môn phái quan trọng nhất và có ảnh hưởng lớn tới cốt truyện. Mặc dù sự tồn tại của phái Tiêu Dao ít được người ngoài biết đến, nhưng thành viên của phái đều là những nhân vật nổi tiếng trong võ lâm, thậm chí tự lập môn hộ riêng như Tô Tinh Hà lập ra Lung Á môn, Đinh Xuân Thu lập ra phái Tinh Túc (Tinh Tú), Thiên Sơn Đồng Lão lập ra Linh Thứu cung, Lý Thu Thủy lập ra Tây Hạ Nhất Phẩm Đường,… Võ công của phái Tiêu Dao cũng bác đại tinh thâm, không những giúp cho những ai có cơ duyên học được (như Cưu Ma Trí, Đoàn Dự) trở thành cao thủ, mà còn gián tiếp ảnh hưởng tới võ công của phái khác (sáng phái tổ sư của Vô Lượng Kiếm phái nhìn hình ảnh phản chiếu cảnh luyện võ của Vô Nhai Tử và Lý Thu Thủy mà tự rút ra bản sắc võ học riêng). Bên cạnh những bộ võ công thượng thừa, phái Tiêu Dao còn đóng góp nhiều tình tiết mang tính quyết định trong việc phát triển tuyến nhân vật của Đoàn Dự và Hư Trúc.

## Diễn biến

### Quá khứ
Lịch sử của phái Tiêu Dao được tái hiện qua lời kể của các nhân vật như Thiên Sơn Đồng Lão, Lý Thu Thủy, Vô Nhai Tử, Tô Tinh Hà.
Thiên Sơn Đồng Lão, Lý Thu Thủy đều đem lòng yêu Vô Nhai Tử, nhưng trong lòng Vô Nhai Tử chỉ có hình bóng đứa em gái của Lý Thu Thủy. Ông từng vẽ một bức tranh và tạc một pho tượng ngọc giống hệt cô gái ấy. Điều này bắt đầu gây ra những mâu thuẫn giữa ba người. Thiên Sơn Đồng Lão luôn cho rằng người trong mộng của Vô Nhai Tử là Lý Thu Thủy vì hai chị em rất giống nhau (chỉ khác ở chỗ cô em có má lúm đồng tiền và một nốt ruồi bên dưới mắt phải). Lý Thu Thủy còn cố tình quấy nhiễu khi Thiên Sơn Đồng Lão đang tu luyện Duy ngã độc tôn công, khiến cơ thể của bà cứ mãi nhỏ bé như một đứa trẻ. Để trả đũa, Thiên Sơn Đồng Lão đã rạch mặt Lý Thu Thủy. Về phần Lý Thu Thủy khi nhận ra người trong mộng của Vô Nhai Tử không phải là mình, bà đã bỏ sang nước Tây Hạ và trở thành một vương phi đầy quyền lực, đồng thời lập ra Nhất Phẩm Đường. Đứa con gái của Lý Thu Thủy và Vô Nhai Tử tên Lý Thanh La được gửi cho một đôi vợ chồng hiếm muộn nuôi nấng. Đứa con gái đó sau này làm dâu cho nhà họ Vương ở Tô Châu, chính là Vương phu nhân - mẹ ruột của Vương Ngữ Yên.
Trong ấn bản đầu tiên của Thiên Long Bát Bộ, Lý Thu Thủy không có em và Vô Nhai Tử cũng không yêu người con gái nào khác. Thứ mà ông say mê chính là pho tượng ngọc bích. Vốn ban đầu Vô Nhai Tử muốn tạc một bức tượng giống Lý Thu Thủy, đến khi hoàn thành ông đã điểm thêm một nốt ruồi dưới mắt phải, vô tình làm cho vẻ đẹp của pho tượng trở nên toàn mỹ. Trong tâm lý học, đây là hội chứng Pygmalionism, lấy từ tên một nhân vật trong thần thoại Hy Lạp là Pygmalion - một thợ điêu khắc ngà voi - ở đảo Síp để chỉ trường hợp khi một nghệ nhân tâm đắc với tác phẩm của mình đến mức yêu nó như người thật. Chính bức tượng này đã gây ra những hiểu lầm giữa ba người phái Tiêu Dao. Thiên Sơn Đồng Lão tưởng rằng Vô Nhai Tử yêu Lý Thu Thủy, còn Lý Thu Thủy hận Vô Nhai Tử bỏ người sống để yêu một bức tượng nên đem con gái cho người khác nuôi còn bản thân thì bỏ sang Tây Hạ.
Thiên Sơn Đồng Lão đi đến Phiêu Miễu phong ("phiêu miễu" có nghĩa là mù sương) thuộc Thiên Sơn và lập ra Linh Thứu cung, gồm toàn các cô gái. Với võ công Sinh tử phù, Linh Thứu cung hàng phục một nhóm bang hội rất đông gọi là "tam thập lục động, thất thập nhị đảo" (36 động và 72 đảo), bắt họ hàng năm phải cống nộp vật phẩm. Bất mãn vì bị áp bức, nhóm bang hội này lập kế hoạch tấn công Phiêu Miễu phong đúng lúc Thiên Sơn Đồng Lão bế quan luyện công đến lúc yếu hại.
Vô Nhai Tử có thu nhận hai đồ đệ là Tô Tinh Hà và Đinh Xuân Thu. Tô Tinh Hà bản tính tốt bụng, tiên phong đạo cốt, giỏi cầm kỳ thi họa, giống sư phụ của mình. Đinh Xuân Thu thì quỷ kế đa đoan, tâm địa ác độc, lại rất ưa nịnh. Đinh Xuân Thu vì muốn chiếm chức vị chưởng môn và các pho võ công thượng thừa nên đánh lén Vô Nhai Tử ngã xuống vực, lại đánh trọng thương sư huynh Tô Tinh Hà. Tuy nhiên Vô Nhai Tử không chết, được Tô Tinh Hà đem giấu trong mật thất. Bản thân Tô Tinh Hà thì giả câm giả điếc để Đinh Xuân Thu không động đến mình nữa. Thế nên ngoài cái tên Thông Biện Tiên Sinh ("thông biện" là giỏi lý luận biện bạch) Tô Tinh Hà có ngoại hiệu Lung Á Lão Nhân ("lung": điếc; "á": câm).
Đinh Xuân Thu sau khi sát hại sư phụ không kiếm được bí kíp võ công, liền lên vùng Tinh Túc Hải phía Đông vì tin rằng hai tuyệt học Lăng ba vi bộ và Bắc minh thần công của Tiêu Dao phái được cất giấu ở vùng này. Tại đây hắn lập ra phái Tinh Túc, gồm toàn những kẻ tiểu nhân bỉ ổi, nổi tiếng về sự độc ác và các võ công âm độc. Đinh Xuân Thu được gọi là Tinh Túc Lão Quái và nổi tiếng với Hóa công đại pháp, môn công phu tiêu hủy nội lực của đối phương. Các đệ tử của Tinh Túc phái đều là kẻ tiểu nhân, đi đâu cũng tiền hô hậu ủng, khua chiêng gõ trống đọc các bài vè ca tụng Đinh Xuân Thu.

### Phái Tiêu Dao trong Thiên Long Bát Bộ
Lung Á Lão Nhân Tô Tinh Hà ở Trân Long Kì Cuộc, theo lời Vô Nhai Tử, mời anh hùng thiên hạ đến giải thế cờ Trân Lung (bàn cờ vây được sắp xếp sẵn thành thế cờ để mọi người tìm cách giải). Bàn cờ này có một sức mê hoặc kì lạ, khiến Đoàn Diên Khánh, kẻ đứng đầu Tứ Đại Ác Nhân bị mê hoặc và suýt nữa tự sát khi nghe lời khích của Đinh Xuân Thu. Hư Trúc vì muốn cứu Đoàn Diên Khánh mà đánh bừa một nước cờ, vô tình tự chẹt chết quân cờ của chính mình. Tuy nhiên nước cờ đó lại làm bàn cờ thoáng hơn và Hư Trúc đã phá được cờ thế sau khi được Đoàn Diên Khánh nhắc nước. Hư Trúc được Vô Nhai Tử truyền hết nội công 70 năm tu luyện của mình và cả chiếc nhẫn chưởng môn. Vô Nhai Tử chết ngay sau đó, rồi Tô Tinh Hà cũng bị Đinh Xuân Thu hại chết.
Trên đường trở lại Thiếu Lâm, Hư Trúc gặp và cứu được Thiên Sơn Đồng Lão (lúc này đang tạm mất võ công do tu luyện Duy ngã độc tôn công dang dở) từ tay 36 động chủ và 72 đảo chủ. Qua hàng loạt sự kiện, Thiên Sơn Đồng Lão đã làm cho Hư Trúc tự nguyện phá giới Phật môn, từ ăn mặn cho tới quan hệ nam nữ. Bà cũng truyền cho Hư Trúc những võ công mạnh nhất của mình, trong đó có Thiên Sơn lục dương chưởng - vốn để hóa giải Sinh tử phù. Sau đó, dưới hầm băng hoàng cung Tây Hạ, Thiên Sơn Đồng Lão và Lý Thu Thủy đánh nhau đến lưỡng bại câu thương. Cả hai vô tình truyền nội lực của mình qua người Hư Trúc. Nội lực của Thiên Sơn Đồng Lão và Lý Thu Thủy rất mạnh, lại đối địch nhau, Hư Trúc không thể nào dung nạp được mà có thể đã táng mạng cùng bọn họ. Tuy nhiên trong người chàng đã có sẵn nội lực của Vô Nhai Tử, nhờ nó điều hòa hai nguồn nội lực tương phản kia. Qua chuyện này, Hư Trúc đã mang trong mình hơn trăm năm công lực của ba đại cao thủ phái Tiêu Dao cộng lại. Thiên Sơn Đồng Lão và Lý Thu Thủy đồng loạt qua đời sau trận quyết chiến. Hai người nhắm mắt, vừa khóc vừa cười trong hân hoan và đau đớn, khi nhận ra Vô Nhai Tử không hề yêu ai trong số họ, cũng là lúc kết thúc ba nguồn cơn ân oán tưởng như không bao giờ dứt.
Hư Trúc trở lại Phiêu Miễu phong, giải Sinh tử phù cho quần chúng 36 động và 72 đảo, qua đó cảm hóa được nhóm người này và khiến họ tự nguyện quy phục Linh Thứu cung. Về sau, Hư Trúc cũng đánh bại Đinh Xuân Thu bằng cách cấy Sinh tử phù vào người lão. Đinh Xuân Thu bị quản thúc tại chùa Thiếu Lâm. Lão bị Sinh Tử Phù hành hạ và chỉ được ban thuốc giải tạm thời nếu biết ăn năn hối cải. Mọi ân oán trong nội bộ phái Tiêu Dao cũng như giữa Phiêu Miễu phong với nhân sĩ giang hồ đến đây chấm dứt.

## Võ công Tiêu Dao phái
Trong tiểu thuyết Thiên Long Bát Bộ, võ công của Tiêu Dao phái cực kỳ lợi hại, những người có cơ duyên học được đều trở thành cao thủ hàng đầu của truyện.
Hầu hết các môn võ này được cho là do Tiêu Dao Tử - tiền bối sáng lập phái Tiêu Dao - sáng tạo ra. Bao gồm sáu tuyệt kỹ: Bắc Minh Thần Công, Thiên Sơn Chiết Mai Thủ, Thiên Sơn Lục Dương Chưởng, Lăng Ba Vi Bộ, Tiểu Vô Tướng Công, Thiên Trường Địa Cửu Bất Lão Trường Xuân Công.
Thiên Sơn Đồng Lão học được: Thiên Trường Địa Cửu Bất Lão Trường Xuân Công, Thiên Sơn Chiết Mai Thủ, Thiên Sơn Lục Dương Chưởng. Ngoài ra Thiên Sơn Đồng Lão còn có môn Sinh Tử Phù. Sinh Tử Phù lấy từ Thiên Sơn Lục Dương Chưởng và cũng phải dùng Thiên Sơn Lục Dương Chưởng hóa giải.
Vô Nhai Tử học được: Bắc Minh Thần Công, Tiểu Vô Tướng Công.
Lý Thu Thủy học được: Tiểu Vô Tướng Công, Thiên Sơn Lục Dương Chưởng. Ngoài ra Lý Thu Thủy còn có các môn võ công khác như Bạch Hồng Chưởng Lực, Thiên Giám Thần Công, Quy Tức Công, Truyền Âm Sưu Hồn Đại Pháp, Hàn Tụ Phất Huyệt,...
Các môn võ công của phái Tiêu Dao thường có những cái tên rất đẹp như: Lăng Ba Vi Bộ (bước đi trên sóng), Thiên Sơn Chiết Mai Thủ (thủ pháp hái hoa mai Thiên Sơn). Một số chiêu thức trong Thiên Sơn Lục Dương Chưởng như Dương Xuân Bạch Tuyết, Dương Quan Tam Điệp, Dương Ca Thiên Quân đều lấy từ tên các danh tác cổ cầm của Trung Quốc. Không chỉ có tên đẹp, võ công phái Tiêu Dao khi thi triển cũng hết sức đẹp mắt, vừa nhẹ nhàng phiêu dật, vừa linh động thanh thoát.
Khi Hư Trúc và Đinh Xuân Thu giao đấu ở Thiếu Lâm tự, quần hùng nhìn vào không hiểu hai người dùng loại võ công quái lạ gì, chỉ thấy một bên đồng nhan bạch phát, như thể thần tiên, một bên tay áo phất phơ, đi mây về gió. Hai bên cứ vừa chạm vào nhau thì lại giang ra, chẳng khác gì một đôi bướm đang chao lượn giữa muôn hoa, chiến mà như không chiến. Ấy vậy mà lực sát thương ẩn dưới ống tay áo phiêu lãng, tưởng chừng như đang đuổi bướm vờn hoa ấy vừa có thể khiến người ta kinh tâm động phách, lại như bức bách thiên địa phải xoay chuyển càn khôn…
Bên cạnh võ công, đệ tử Tiêu Dao còn là những bậc thầy trong các nghề thủ công, nghệ thuật và biết vận dụng những kỹ năng này vào chiến đấu. Chẳng hạn Ngô Lãnh Quân biết dùng bút vẽ tấn công, Khang Quảng Lăng dùng chỉ cách không để gảy đàn nhưng cũng gây sát thương, thậm chí Cẩu Độc còn có thể dùng lời nói lý luận mà làm cho đối thủ rối loạn. Tuy nhiên kỹ năng nổi bật nhất là điều chế dược liệu. Đinh Xuân Thu có bản lĩnh chế độc hàng đầu. Y có một báu vật gọi là Thần Mộc Vương Đỉnh làm từ gỗ cây ngô đồng để thu hút các loại độc trùng như băng tằm, rắn rết. Y hút độc của các loài vật này để luyện công nên trong chưởng cũng mang chất độc. Đinh Xuân Thu còn nổi tiếng với món độc Tam Tiếu Tiêu Dao Tán, khiến bất cứ ai trúng phải đều cười ba lần trước khi chết. Lý Thu Thủy thì có loại thuốc độc Hủ Cân Đoạn Cốt Hoàn, làm cho địch nhân đứt hết gân cốt rồi chết trong đau đớn.
Bên cạnh dùng độc, Tiêu Dao phái cũng biết dùng y thuật, dược liệu để cứu người. Thần y Tiết Mộ Hoa, người được xưng tụng là Diêm Vương Địch, đã cứu sống A Châu khi nàng đang hấp hối. Hư Trúc nhờ học được các y thuật của Linh Thứu cung mà có thể nối lại mắt cho A Tử. Thiên Sơn Đồng Lão và Lý Thu Thủy còn có thuốc Cửu Chuyển Hùng Xà Hoàn chuyên trị kim sang ngoại thương, hoàn hồn tục mệnh, linh nghiệm không gì sánh kịp.

### Bắc Minh Thần Công
Trang Tử Tiêu Dao Du có viết: "Ở tận cùng phía bắc có ao tối, đó chính là ao trời. Trong ao có cá lớn, vài nghìn dặm không nhìn thấy cá bao giờ". Nếu như nước tích không đủ thì không có sức mang nổi thuyền lớn. Đổ một chén nước vào chỗ trũng, lấy cái lá cỏ làm thuyền thì được, còn lấy cái chén làm thuyền thì không xong vì nước nông mà thuyền quá lớn. Bản phái võ công cũng chẳng khác, yếu quyết đầu tiên là tích súc nội lực. Nội lực đầy đủ rồi, võ công trong thiên hạ ta đều dùng được, khác gì biển bắc, thuyền lớn thuyền nhỏ đều chở được, cá lớn cá nhỏ đều dung được. Cho nên nội lực là gốc, chiêu số là ngọn.
- Yếu chỉ Bách Xuyên Hối Hải
Bắc Minh Thần Công là một trong những môn võ hàng đầu của phái Tiêu Dao với nội dung chủ yếu là lấy nội lực của người khác làm của mình. Bí tịch Bắc minh thần công gồm 36 trang vẽ hình các cô gái khỏa thân, hình nào cũng có một sợi chỉ màu chạy trên thân hình chỉ rõ bộ vị huyệt đạo và phương pháp luyện công. Người đời luyện công đều đi từ Vân Môn đến Thiếu Thương, phái Tiêu Dao lại đi ngược lại, đi từ Thiếu Thương trở về Vân Môn, nên ngón tay cái vừa chạm vào người khác, nội lực của người liền chảy vào thân thể mình, tới tận các huyệt. Khi tu luyện Bắc Minh Thần Công cần đề phòng hút nội lực của kẻ mạnh hơn mình, đồng thời phải quên hết những võ công đã học, nếu không sẽ có quá nhiều loại nội công dị chủng hoành hành trong cơ thể.
Có ba người học được bộ võ công này là Vô Nhai Tử, Đoàn Dự, Hư Trúc. Trong đó, chỉ có Vô Nhai Tử là học xong toàn bộ. Hư Trúc chỉ học được cách vận khí từ Thiên Sơn Đồng Lão nhằm giúp bà ta đối phó với đám người trong 36 động, 72 đảo. Dưới hầm băng Tây Hạ, khi Hư Trúc phạm sắc giới định tự tử bằng cách lao đầu vào tường, nhờ có Bắc Minh chân khí hộ thể nên không chết. Đoàn Dự, một nhân vật chính khác trong Thiên Long Bát Bộ, cũng có duyên nhận được bộ võ công này nhưng lại chỉ học trang đầu tiên. Trong khi Đinh Xuân Thu dành cả đời tìm kiếm Bắc Minh Thần Công ở Tinh Túc Hải, y không ngờ nó lại được giấu trong tấm bồ đàn ngay trước bước tượng ngọc bích của cô gái mà Vô Nhai Tử yêu khi xưa. Đoàn Dự trong một lần dạo chơi ở Vô Lượng sơn đã vô tình nhận được hai quyển mật tịch này khi làm một chuyện tưởng như điên rồ là rập đầu trước tấm bồ đàn 1000 cái để tấm bồ đàn rách ra và lộ hai quyển bí tịch. Thành tựu của Đoàn Dự không nổi bật ngoại trừ khả năng hút nội lực của người khác. Nhờ hút được công lực của nhiều cao thủ, trong đó có Cưu Ma Trí mà nội công của Đoàn Dự cũng trở nên thâm hậu.
Hóa Công Đại Pháp là một môn nội công được sáng tạo bởi Đinh Xuân Thu dựa theo Bắc Minh Thần Công. Cả hai có cùng mục đích là làm suy yếu nội lực của đối thủ, nhưng Bắc Minh Thần Công có thể đem nội lực của đối phương để cho bản thân sử dụng, trong khi nguyên lý của Hóa Công Đại Pháp lại là hút chất độc từ các loài độc vật vào rồi đánh vào cơ thể để tán hóa nội công của đối thủ. Bộ võ công này khuyết điểm là phải hút chất độc hằng ngày và cần dùng Thần Mộc Vương Đỉnh để luyện công. Đây cũng là nguyên nhân khi A Tử đánh cắp Thần Mộc Vương Đỉnh, Đinh Xuân Thu phải từ Tinh Túc hải trở về Trung Nguyên để truy tìm.

### Lăng Ba Vi Bộ
Đây thực chất không phải là một công phu riêng lẻ mà là một trang cuối cùng trong bí tịch Bắc Minh Thần Công. Cái tên Lăng Ba Vi Bộ có nghĩa là "nhẹ nhàng đạp sóng", lấy từ một câu trong bài "Lạc thần phú" (bài phú về nữ thần sông Lạc) của Tào Thực thời Tam Quốc. Đây là một loại bộ pháp, hướng dẫn cách di chuyển dựa trên phương vị 64 quẻ của Kinh dịch. Kinh dịch biến ảo khôn lường, cho nên Lăng ba vi bộ cũng bách biến đa dạng, một khi thi triển thì không ai có thể nắm bắt. Do đó nó được mệnh danh là đệ nhất khinh công trong thiên hạ. Đoàn Dự nhờ học được Lăng Ba Vi Bộ nên dù võ công kém cỏi nhưng gặp lúc hung hiểm vẫn có thể dễ dàng thoát thân.

### Thiên Trường Địa Cửu Bất Lão Trường Xuân Công (Bát Hoang Lục Hợp Duy Ngã Độc Tôn Công)
Là võ công mà Thiên Sơn Đồng Lão được chân truyền từ sư phụ. Bản chất của công phu này là cải lão hoàn đồng, làm cho cơ thể trẻ lại còn nội công thì tăng tiến. Người luyện Trường Xuân công mỗi 30 năm phải tiến hành cải lão một lần, mỗi lần lại mất thêm 30 ngày. Trong thời gian đó cơ thể sẽ tạm thời mất hết võ công, mỗi ngày đều phải uống máu tươi để điều hòa kinh mạch. Thiên Sơn Đồng Lão luyện môn võ này từ năm 6 tuổi. Năm 26 tuổi khi bà tu luyện có chút thành tựu thì bị Lý Thu Thủy phá ngang, khiến tẩu hỏa nhập ma, cơ thể không phát triển được nữa. Vào thời điểm các sự kiện của Thiên Long Bát Bộ diễn ra, Thiên Sơn Đồng Lão đã 96 tuổi, cải lão hoàn đồng cần 90 ngày. Chính trong thời gian này mà Lý Thu Thủy nhân cơ hội tìm tới Thiên Sơn trả thù. Thiên Sơn Đồng Lão và Hư Trúc phải trốn vào hầm băng trong hoàng cung Tây Hạ, lại bắt các loại trân cầm dị thú trong ngự hoa viên uống máu luyện công. Chẳng may Thiên Sơn Đồng Lão bị Lý Thu Thủy khiêu khích dẫn đến tung tích bại lộ. Mặc dù chưa luyện thành thần công, cơ thể lại mang thương tích, nhưng Thiên Sơn Đồng Lão vẫn đánh ngang ngửa với Lý Thu Thủy.

### Tiểu Vô Tướng Công
Đây là môn võ công mà sư phụ chỉ chân truyền cho một mình Lý Thu Thủy. Nhưng qua tình tiết truyện thì có thể thấy Lý Thu Thủy đã truyền lại công phu này cho sư huynh của mình là Vô Nhai Tử (vì mối quan hệ thân thiết giữa hai người).
"Tiểu Vô Tướng Công" nghĩa là "môn công phu không có hình hài". Nếu luyện công phu này, chỉ cần biết gia số chiêu thức thì có thể dựa vào nội công của Tiểu Vô Tướng Công để thi triển bất cứ tuyệt học nào. Tiểu Vô Tướng Công mặc dù là Đạo giáo võ học nhưng có đặc điểm là dựa vào thuyết "vô sắc vô tướng" của Phật giáo. Đây là thần công phòng thân của Lý Thu Thủy. Năm xưa mấy lần bị Thiên Sơn Đồng Lão gia hại, Lý Thu Thủy đều dùng Tiểu Vô Tướng công bảo trì được tính mạng. Cưu Ma Trí sau đó cũng học được Tiểu Vô Tướng Công. Y đến Thiếu Lâm Tự thách thức rằng mình đã học được hết 72 tuyệt kỹ Thiếu Lâm, thực chất chỉ là dùng Tiểu Vô Tướng Công thi triển mà thôi.

### Sinh Tử Phù và Thiên Sơn Lục Dương Chưởng
Sinh Tử Phù là võ công đặc dị do Thiên Sơn Đồng Lão sáng chế. Đây là một loại ám khí, nhưng không phải làm từ gỗ hay kim loại mà là dùng nội lực hóa hơi nước thành băng rồi phong ấn vào cơ thể địch nhân. Khi bị trúng Sinh Tử Phù thì cơ thể sẽ ngứa ngáy đến không thể chịu nổi. Nếu không dùng thuốc giải đặc chế của Linh Thứu cung thì sẽ vật vã khổ sở, muốn sống không được, chết cũng không xong. Tuy nhiên thuốc giải cũng chỉ là tạm thời. Để hóa giải hoàn toàn Sinh Tử Phù cần Thiên Sơn Lục Dương Chưởng, vốn là công phu chí dương. Trong mỗi Sinh Tử Phù có bao nhiêu phần âm bao nhiêu phần dương, lại nằm trong huyệt đạo nào thì chỉ có người gieo mới nắm rõ. Lúc bấy giờ mới dùng nội lực của Thiên Sơn Lục Dương Chưởng cân bằng lại rồi hút Sinh Tử Phù ra ngoài.
Chính nhờ Sinh Tử Phù này mà Thiên Sơn Đồng Lão đã chi phối 36 động, 72 đảo. Mỗi năm, người của cung Linh Thứu sẽ đi phát thuốc giải một lần, đi đến đâu cũng hách dịch ra yêu sách. Bọn người của 36 động, 72 đảo tuy căm phẫn vì bị ức hiếp nhưng vẫn không dám phản kháng vì như thế vẫn tốt hơn là bị Sinh Tử Phù hành hạ. Sinh Tử Phù còn được Hư Trúc sử dụng để đánh bại Đinh Xuân Thu, thanh lý môn hộ. Mối thù của Vô Nhai Tử được trả bằng một công phu của Thiên Sơn Đồng Lão, ân tình bao nhiêu năm giữa hai người đến lúc chết vẫn chưa dứt.
Thiên Sơn Lục Dương Chưởng tổng cộng có sáu thức, nhưng trong Thiên Long Bát Bộ chỉ đề cập đến tên của 3 thức được Hư Trúc sử dụng để bảo hộ Thiên Sơn Đồng Lão khỏi chưởng lực của Lý Thu Thủy. Ba thức đó bao gồm:
- Dương Ca Thiên Quân (陽歌天鈞)
- Dương Xuân Bạch Tuyết (陽春白雪): lấy từ tên của một trong thập đại danh tác cổ cầm Trung Quốc. Đây nổi tiếng là một cầm phổ khó chơi. Dương Xuân Bạch Tuyết dùng tiếng đàn miêu tả cảnh mùa xuân sang, tuyết đang tan ra. Ở thời điểm giao mùa vẫn còn cái hơi lạnh của mùa đông nhưng đã có cái ấm áp của mùa xuân. Tiếng đàn trầm bổng khoan hòa, nhẹ nhàng như nước chảy bên tai, làm người nghe quên cả trời đất, cảm thấy trong lòng nhẹ nhàng sảng khoái.[4]
- Dương Quan Tam Điệp (陽關三疊): Dương Quan là một cửa ải ở biên giới tỉnh Thiểm Tây. Đường thi có bài "Tống Nguyên nhị sứ An Tây" của Vương Duy là một bài thơ tiễn biệt rất đặc sắc. Vua Đường Huyền Tông lấy vào Nhạc phủ, phổ thành một bài hát gọi là "Dương Quan tam điệp" (ba nhịp Dương Quan) dùng để hát khi tiễn biệt nhau.

### Thiên Sơn Chiết Mai Thủ
Thiên Sơn Chiết Mai Thủ là một môn võ công của phái Tiêu Dao. Thiên Sơn Chiết Mai Thủ có ba đường chưởng pháp và ba lộ cầm nã thủ, tuy chỉ có sáu đường nhưng bao hàm tinh nghĩa của phái Tiêu Dao. Trong chưởng pháp và cầm nã thủ có ẩn giấu cả kiếm pháp, đao pháp, tiên pháp, thương pháp, trảo pháp, thủ pháp các tuyệt chiêu của mọi loại binh khí, biến hóa rất phức tạp.

## Nhân vật
Thành viên của phái Tiêu Dao tuy không nhiều nhưng đều là những người có cá tính đặc sắc, để lại ấn tượng sâu đậm trong lòng độc giả.
Phần lớn đệ tử Tiêu Dao có tâm thế như những nghệ sĩ, thích ngao sơn ngoạn thủy, đắm chìm trong tình yêu, đam mê sáng tạo, xa lánh thị phi chốn giang hồ. Họ còn rất thông thạo các bộ môn nghệ thuật. Vô Nhai Tử đan thanh diệu bút, điêu khắc công trình, công nghệ tạp học, y bốc tinh tướng không gì là không biết. Trận cờ Trân Lung do ông sắp đặt cũng làm cho bao nhiêu cao thủ phải bó tay. Mặt khác, do bản chất nghệ sĩ, đệ tử Tiêu Dao phái cũng có tính cách khá gàn dở, hành xử tùy tiện, vui buồn thất thường. Thiên Sơn Đồng Lão và Lý Thu Thủy tuy đều là những bậc trưởng bối võ lâm, nhưng vẫn cố chấp ghen tuông, tranh đấu mấy chục năm để rồi nhắm mắt xuôi tay với biết bao nỗi luyến tiếc. Vô Nhai Tử tuy ở bên Lý Thu Thủy nhưng vẫn tơ tưởng đến cô em gái của nàng. Ngoài ra còn có tám đệ tử chân truyền của Tô Tinh Hà say mê nghệ thuật tới quên cả luyện võ công, v.v...
Bên cạnh nét tài hoa, đệ tử Tiêu Dao còn có dung mạo phi phàm xuất chúng. Vương Ngữ Yên, vốn là cháu ngoại của Vô Nhai Tử và Lý Thu Thủy, là "thần tiên tỷ tỷ" trong lòng Đoàn Dự. Lý Thu Thủy bản thân cũng là một tuyệt sắc giai nhân. Thiên Sơn Đồng Lão tuy cơ thể nhỏ bé, nhưng khóe mắt long lanh, má đỏ hây hây, dung nhan như mùa xuân. Thậm chí đến một tên đại gian đại ác như Đinh Xuân Thu cũng được miêu tả là mặt hồng râu bạc, mắt sáng quắc, nhìn từ xa như một vị tiên ông. Khi Lý Thu Thủy và Thiên Sơn Đồng Lão gặp Hư Trúc lần đầu tiên, thấy người kế nhiệm chưởng môn phái Tiêu Dao chỉ là một nhà sư xấu xí khù khờ, thì đều buông lời chê bôi cảm thán.
- Tiêu Dao Tử (tiếng Trung: 逍遙子) là tổ sư phái Tiêu Dao, tuy nhiên không có nhiều thông tin về thân thế cũng như cuộc đời của ông. Hầu hết các môn tuyệt kỹ của phái là do ông sáng tạo hoặc thu thập được. Ông chỉ truyền cho ba đệ tử của mình mỗi người một số loại công phu nhưng về sau ai cũng đạt được thành tựu to lớn, trở thành những nhất lưu cao thủ trong giang hồ.
- Thiên Sơn Đồng Lão (tiếng Trung: 天山童姥; Bính âm Quan Thoại: Tiānshān Tónglǎo): chủ nhân Linh Thứu cung, có sở trường võ học Bát Hoang Lục Hợp Duy Ngã Độc Tôn Công, Thiên Sơn Chiết Mai Thủ, Thiên Sơn Lục Dương Chưởng và Sinh Tử Phù. Bà yêu đơn phương Vô Nhai Tử và có mối hận bình sinh với Lý Thu Thủy. Đồng Lão chết vì kiệt sức sau khi quyết đấu với Lý Thu Thủy dưới hầm băng Tây Hạ.
- Vô Nhai Tử (phồn thể: 無涯子; Trung văn giản thể: 无涯子; Bính âm Quan Thoại: Wúyázǐ): Xuất hiện trong truyện là chưởng môn nhân của phái Tiêu Dao, sở trường Bắc Minh Thần Công. Ông bị đệ tử là Đinh Xuân Thu ám toán, khiến cơ thể tàn phế, phải ẩn mình trong mật thất. Ông bày ra trận cờ Trân Lung mà Hư Trúc là người có cơ duyên phá giải. Vô Nhai Tử qua đời sau khi truyền cho Hư Trúc 70 năm công lực và chiếc nhẫn chưởng môn.
- Lý Thu Thủy (tiếng Trung: 李秋水; Bính âm Quan Thoại: Lǐ Qīushuǐ): có mối tình thanh mai trúc mã với Vô Nhai Tử. Hai người có với nhau một người con gái, sau làm dâu nhà họ Vương ở Tô Châu (mẹ ruột của Vương Ngữ Yên). Sau vì hận Vô Nhai Tử nên bà bỏ sang Tây Hạ và trở thành thái phi, lập ra Nhất Phẩm Đường. Lý Thu Thủy chết sau trận quyết đấu với Thiên Sơn Đồng Lão. Sở trường võ học nổi tiếng với Tiểu Vô Tướng Công, Bạch Hồng Chưởng Lực, Truyền Âm Sưu Hồn Đại Pháp, Thiên Giám Thần Công...
- Tô Tinh Hà (phồn thể: 蘇星河; Trung văn giản thể: 苏星河; Bính âm Quan Thoại: Sū Xīnghé): ngoại hiệu Thông Biện tiên sinh (phồn thể: 聰辯先生; Trung văn giản thể: 聪辩先生; Bính âm Quan Thoại: Cōngbiàn Xiānshēng), sau khi Đinh Xuân Thu ám sát sư phụ thì Tô Tinh Hà bèn giả câm giả điếc, nên còn có tên Lung Á lão nhân (phồn thể: 聾啞老人; Trung văn giản thể: 聋哑老人; Bính âm Quan Thoại: Lóngyǎ Lǎorén). Ông bị Đinh Xuân Thu giết hại bằng chất độc Tam Tiếu Tiêu Dao Tán.
- Đinh Xuân Thu (tiếng Trung: 丁春秋; Bính âm Quan Thoại: Dīng Chūnqīu): chưởng môn phái Tinh Túc, sở trường các món võ công âm độc và Hóa Công Đại Pháp. Sau bị Hư Trúc cấy Sinh Tử Phù vào người, phải chịu quản thúc ở Thiếu Lâm Tự.
- Hư Trúc (phồn thể: 虛竹; Trung văn giản thể: 虚竹; Bính âm Quan Thoại: Xūzhú): chưởng môn nhân kế tiếp Vô Nhai Tử, đồng thời là chủ nhân Linh Thứu cung, chủ nhân 36 động 72 đảo. Chàng có cơ duyên học được các môn công phu lợi hại cùng có được nội lực của 3 người Vô Nhai Tử, Thiên Sơn Đồng Lão và Lý Thu Thủy. Hư Trúc còn là anh em kết nghĩa với Tiêu Phong và Đoàn Dự.

Tô Tinh Hà có tám đệ tử chân truyền, vì không muốn cắt lưỡi chọc tai họ nên ông đã đuổi họ khỏi Tiêu Dao phái sau khi xảy ra vụ Đinh Xuân Thu ám sát Vô Nhai Tử. Tám người này được gọi là Hàm Cốc Bát Hữu. Tô Tinh Hà học được của sư phụ cái tính đam mê cầm kỳ thi họa các môn nghệ thuật quá mải mê nên võ công không phát triển được hết cỡ. Tám đệ tử của ông cũng giống sư phụ, mỗi người lại học một môn nghệ thuật thành ra bỏ bê võ công, cũng chỉ thuộc loại trung bình.
- Cầm Tiên Khang Quảng Lăng (phồn thể: 康廣陵; Trung văn giản thể: 康广陵; Bính âm Quan Thoại: Kāng Guǎnglíng): tên của ông được ghép từ Kê Khang và khúc nhạc Quảng Lăng Tán của ông, là đại đệ tử của Tô Tinh Hà, giỏi đánh đàn, được gọi với ngoại hiệu Cầm Tiên. Trong bản cũ của Hàn Giang Nhạn, y là sư phụ của A Bích (tiểu a hoàn của Mộ Dung gia), có tuyệt kỹ dùng chỉ cách không đánh đàn tương tự Hà Túc Đạo trong Ỷ Thiên Đồ Long Ký, một lúc có thể đánh nhiều cây đàn. Y còn là tri kỷ của Huyền Khổ Đại Sư (Thiếu Lâm tự).
- Kỳ Ma Phạm Bách Linh (phồn thể: 范百齡; Trung văn giản thể: 范百龄; Bính âm Quan Thoại: Fàn Bǎilíng): Nhị sư huynh, tuyệt nghệ cờ vây, được sư phụ khen là "thiên hạ đệ nhất kỳ thủ", võ công cũng đứng hàng thứ hai trong số tám đệ tử. Thường sử dụng bàn cờ làm bằng nam châm đúc thành, có tác dụng hút binh khí của đối phương, tương tự Hắc Bạch Tử trong "Tiếu ngạo giang hồ".
- Thư Ngại Cẩu Độc (phồn thể: 苟讀; Trung văn giản thể: 苟读; Bính âm Quan Thoại: Gǒu Dú): tên này có nghĩa là "bạ cái gì cũng đọc". Y đọc rất nhiều sách, tính hay cãi cùn, lý luận. Trong truyện, y dùng miệng lưỡi thuyết pháp mà làm cho Huyền Thống đại sư (Thiếu Lâm tự) ngộ đạo rồi viên tịch... Võ công đứng thứ ba, không sử dụng binh khí.
- Họa Cuồng Ngô Lãnh Quân (phồn thể: 吳領軍; Trung văn giản thể: 吴领军; Bính âm Quan Thoại: Wú Lǐngjūn): đứng thứ tư trong sư huynh đệ, trước vốn là tướng quân, làm quan đánh trận nên có tên Lãnh Quân, là một tay họa sĩ, sử dụng phán quan bút.
- Thần Y Tiết Mộ Hoa (phồn thể: 薛慕華; Trung văn giản thể: 薛慕华; Bính âm Quan Thoại: Xuē Mùhuá): xuất hiện nhiều nhất trên giang hồ với danh hiệu Diệu Thủ Hồi Xuân - Diêm Vương Địch, y thuật quán thế, vô song thiên hạ. Từng chữa trị nội thương cho A Châu (con gái bị thất lạc của Đoàn Chính Thuần và Nguyễn Tinh Trúc), tình nhân của Kiều Phong. Vì tài y thuật, ông kết giao với rất nhiều bằng hữu, thường nhờ họ dạy cho vài chiêu vì thế kiến thức võ công đa dạng. Tuy nhiên, ông lại không tập trung luyện bất kỳ môn công phu nào cả nên trình độ cũng chỉ tầm thường.
- Xảo Tượng Phùng A Tam (phồn thể: 馮阿三; Trung văn giản thể: 冯阿三; Bính âm Quan Thoại: Féng Ā'sān): là một tay thợ có hạng trước khi gia nhập phái Tiêu Dao. Trong truyện, y có bản lĩnh chế tạo và phát hiện cơ quan vào loại phi thường, sử dụng cây búa Lỗ Ban làm vũ khí.
- Hoa Sĩ Thạch Thanh Lộ (phồn thể: 石清風; Trung văn giản thể: 石清风; Bính âm Quan Thoại: Shí Qīngfēng): là nữ đệ tử duy nhất của Tô Tinh Hà, sở trường về trồng hoa và am hiểu các đặc tính dược thảo, từng dùng thuốc mê phấn hoa đánh ngã Đặng Bách Xuyên.
- Hí Mê Lý Khôi Lỗi (tiếng Trung: 李傀儡; Bính âm Quan Thoại: Lǐ Kuílěi): "khôi lỗi" nghĩa là "con rối", "bù nhìn" hoặc "tượng gỗ". Bản tính người này giống như tên, lúc nào cũng điên điên khùng khùng, tưởng mình đang đóng tuồng hát, đóng được cả vai đào lẫn vai kép. Võ công tầm thường, không nổi bật, có điều thuộc rất nhiều tuồng cổ.

### Môn hạ Linh Thứu cung
Linh Thứu cung tọa lạc ở đỉnh núi Phiêu Miễu trên dãy Thiên Sơn do Thiên Sơn Đồng Lão sáng lập. Trong cung toàn bộ đều là nữ đệ tử do Đồng Lão cứu được từ những hoàn cảnh hết sức ngặt nghèo, vì vậy mà họ một lòng một dạ trung thành với chủ nhân. Trước khi qua đời, Thiên Sơn Đồng Lão đã giao lại vị trí thủ lĩnh Linh Thứu cung cho Hư Trúc. Linh Thứu cung được chia làm chín bộ, được đặt theo tên chín tầng trời (九重天 - "cửu trùng thiên") trong vũ trụ quan của Trung Quốc cổ đại, bao gồm: Dương Thiên bộ, Xích Thiên bộ, Chu Thiên bộ, Thành Thiên bộ, U Thiên bộ, Huyền Thiên bộ, Biến Thiên bộ, Loan Thiên bộ và Quân Thiên bộ. Một số môn hạ của Linh Thứu cung gồm có:
- Mai Kiếm (phồn thể: 梅劍; Trung văn giản thể: 梅剑; Bính âm Quan Thoại: Méi Jiàn)
- Lan Kiếm (phồn thể: 蘭劍; Trung văn giản thể: 兰剑; Bính âm Quan Thoại: Lán Jiàn)
- Trúc Kiếm (phồn thể: 竹劍; Trung văn giản thể: 竹剑; Bính âm Quan Thoại: Zhú Jiàn)
- Cúc Kiếm (phồn thể: 菊劍; Trung văn giản thể: 菊剑; Bính âm Quan Thoại: Jú Jiàn)
- Đặng Bà là thủ lĩnh Cửu Thiên bộ
- Dư Bà là thủ lĩnh Chu Thiên bộ

### Vô Lượng Kiếm phái
Vô Lượng Kiếm phái (無量劍派) nằm trên núi Vô Lượng (無量山) ở vương quốc Đại Lý. Họ bị buộc phải phục tùng Linh Thứu cung. Các thành viên bao gồm:
- Tả Tử Mục (tiếng Trung: 左子穆; Bính âm Quan Thoại: Zuó Zǐmù) là chưởng môn Đông tông phái Vô Lượng.
- Tân Song Thanh (phồn thể: 辛雙清; Trung văn giản thể: 辛双清; Bính âm Quan Thoại: Xīn Shuāngqīng) là chưởng môn Tây tông phái Vô Lượng.

### 36 động và 72 đảo
36 động, 72 đảo(三十六洞洞主、七十二島島主) là một nhóm các nhân sĩ võ lâm bị buộc phải phục tùng Linh Thứu cung. Họ bị Thiên Sơn Đồng Lão đối xử khắc nghiệt nên đã nổi dậy chống lại. Một số các nhân vật là:
- Tang Thổ Công (tiếng Trung: 桑土公; Bính âm Quan Thoại: Sāngtǔgōng)
- Huyền Hoàng Tử (phồn thể: 玄黃子; Trung văn giản thể: 玄黄子; Bính âm Quan Thoại: Xuánhuángzǐ)
- Chương Đạt Phu (phồn thể: 章達夫; Trung văn giản thể: 章达夫; Bính âm Quan Thoại: Zhāng Dáfū)
- Đoan Mộc Nguyên (tiếng Trung: 端木元; Bính âm Quan Thoại: Duānmù Yuán)
- Lê Phu Nhân (tiếng Trung: 黎夫人; Bính âm Quan Thoại: Lý Fūrén)
- Ô Lão Đại (phồn thể: 烏老大; Trung văn giản thể: 乌老大; Bính âm Quan Thoại: Wū Lǎodà)
- Bất Bình Đạo Nhân (tiếng Trung: 不平道人; Bính âm Quan Thoại: Bùpíng Dàorén)
- Thôi Lục Hoa (phồn thể: 崔綠華; Trung văn giản thể: 崔绿华; Bính âm Quan Thoại: Cuī Lǜhuá)